# 지복영
지복영(池福榮, 1920년 4월 11일~2007년 4월 18일)은 대한민국의 독립운동가로, 광복군 출신이다. 본관은 충주이고, 아버지는 지청천 장군이며, 막내 아들은 이준식 전직 제11대 대한민국 독립기념관 관장이다. 일명은 이복영(李復榮)이었다.

## 생애
1920년 4월 11일 경성부에서 태어나 1940년 9월에 광복군에서 일하게 되었고, 2년 뒤 광복군사령관 비서실 실장을, 3년 뒤 임시정부 경무국 회계검사위원 직책을 맡았다.
1977년 건국포장을 받았으며, 13년 뒤 1990년 건국훈장 애국장을 받았다. 17년 뒤 2007년 4월 18일에 노환(숙환)으로 세상을 떠났으며, 5년 뒤 2012년 5월에 독립운동가로 지정되었다.